# Otto Volger
Georg Heinrich Otto Volger (Luneburgo, 30 gennaio 1822 – Sulzbach, 18 ottobre 1897) è stato un geologo e mineralogista tedesco.

## Biografia
Studiò storia naturale presso l'Università di Gottinga e successivamente insegnò storia naturale al monastero di Muri di Aargau. Dal 1851 al 1856 fu professore di storia naturale presso l'Università di Zurigo e in seguito insegnò geologia al Forschungsinstitut Senckenberg. Dal 1859 al 1881 insegnò geologia e mineralogia al Freie Deutsche Hochstift di Francoforte sul Meno.
Volger lavorò molto sul campo della mineralogia e della cristallografia e fu particolarmente interessato ai terremoti. Fece un ampio studio sui terremoti in Svizzera; ricercando le loro origini, periodicità, fattori meteorologici e ambientali, nonché la diffusione e l'espansione dei terremoti. Volger sostenne la teoria del nettunismo. Indipendente dal geologo Robert Mallet (1810-1881), creò creato la sua teoria nettunistica sulla propagazione terremoti. Volger credette che la maggior parte dei terremoti in Svizzera furono causati dal crollo degli strati  cavi della Terra.
Nel 1863, Volger acquistò la casa di nascita di Johann Wolfgang von Goethe (1749-1832) e meticolosamente ripristinò la casa nella condizione lasciata dal padre di Goethe.

## Opere principali
- Studien zur Entwicklungsgeschichte der Mineralien als Grundlage einer wissenschaftlichen Geologie und rationellen Mineralchemie, 185.
- Die Entwicklungsgeschichte der Mineralien der Talkglimmer-Familie und ihrer Verwandten, 1855.
- Versuch einer Monographie des Borazites, 1855.
- Untersuchungen über das Phänomen der Erdbeben in der Schweiz, 1857.
- Goethe's Vaterhaus : ein Beitrag zu des Dichters Entwicklungsgeschichte, 1863.